# مجتمع شيوعي

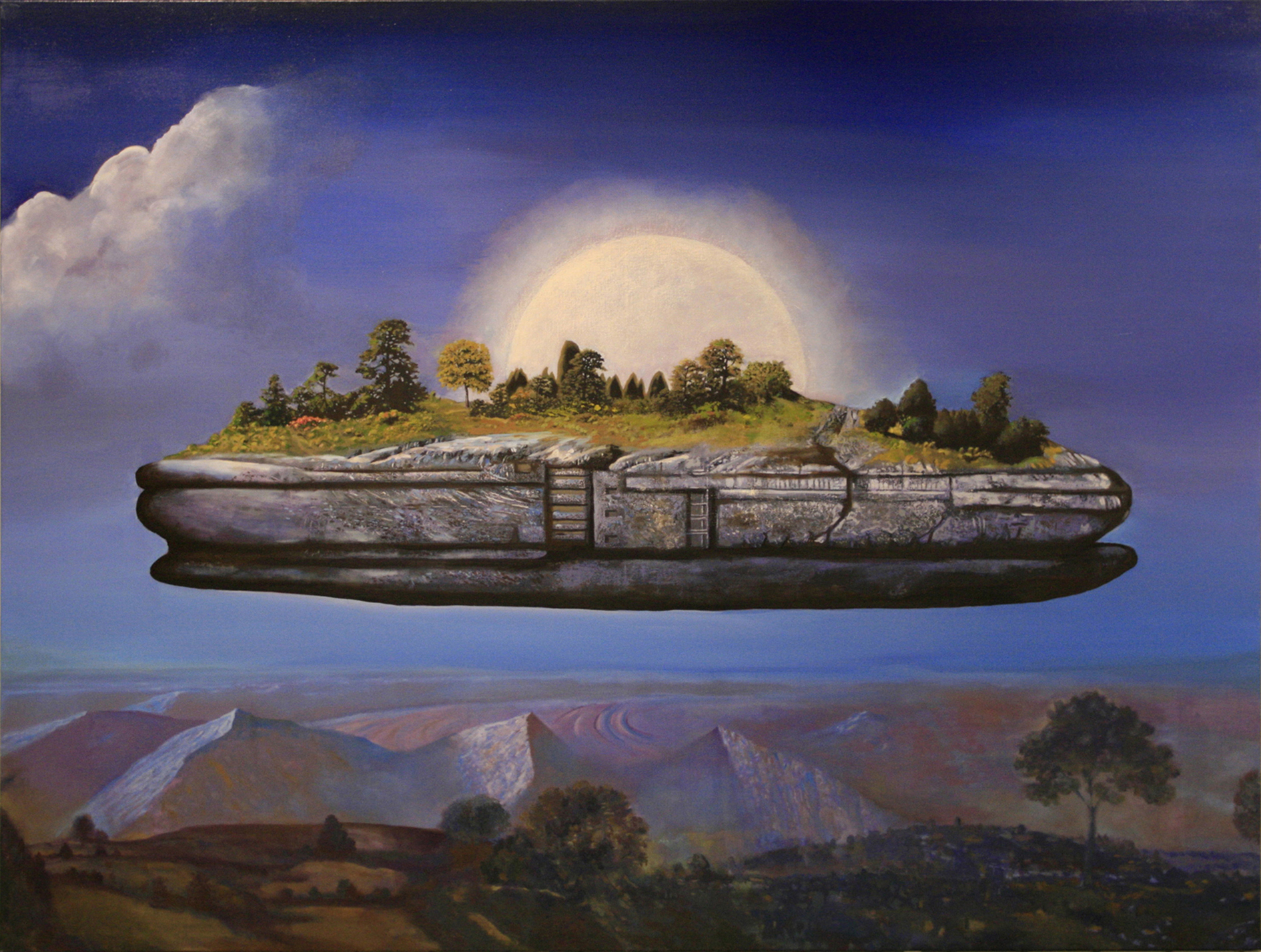
اليوتوبيا 2010

في الفكر الماركسي، المجتمع الشيوعي أو النظام الشيوعي هو أحد أنواع المجتمعات والأنظمة الاقتصادية، والذي من المفترض أن ينبثق من التقدم التكنولوجي في عوامل الإنتاج، وهو ما يمثل الهدف النهائي للايديولوجية السياسية الشيوعية. ويتسم المجتمع الشيوعي بملكية مشتركة لوسائل الإنتاج مع حرية النفاذ مواد الاستهلاك، وهو مجتمع تنعدم فيه الطبقات والدولة مما يعني نهاية استغلال العمل.
إن الشيوعية مرحلة محددة من التنمية الاجتماعية والاقتصادية تقوم على وفرة فائقة للثروة المادية، وهو ما يفترض أن ينتج عن التقدم المحرز في تكنولوجيا الإنتاج والتغيرات المناظرة في العلاقات الاجتماعية للإنتاج. وهذا من شأنه أن يسمح بالتوزيع على أساس الحاجة والعلاقات الاجتماعية القائمة على الأفراد المرتبطين بحرية.
يجب تمييز مصطلح «المجتمع الشيوعي» عن المفهوم الغربي "للدولة الشيوعية"، حيث يشير الأخير إلى دولة يحكمها حزب يعلن انتماءه إلى شكل من أشكال الماركسية اللينينية.

## الجوانب الاقتصادية
يتميز النظام الاقتصادي الشيوعي بتكنولوجيا إنتاجية متقدمة تمكّن المجتمع من تحقيق وفرة في المواد، والتي بدورها ستمكّننا من التوزيع الحر لمعظم أو كل الناتج الاقتصادي وتأمين ملكية مشتركة لوسائل إنتاج هذا الناتج. في هذا النقطة، تختلف الشيوعية عن الاشتراكية، التي، بسبب الضرورة الاقتصادية، تقيّد الوصول إلى المواد الاستهلاكية والخدمات على أساس مساهمة المرء.
على النقيض من الأنظمة الاقتصادية السابقة، تتميز الشيوعية بالملكية المشتركة للموارد الطبيعية ووسائل الإنتاج بدل كونها مملوكة للقطاع الخاص (كما هو الحال في الرأسمالية) أو مملوكة للمنظمات العامة أو التعاونية التي تقيد بالمثل وصول الناس إليها (كما في حالة الاشتراكية). بهذا المعنى، تنطوي الشيوعية على «نفي الملكية» طالما لا يوجد هناك مبرر اقتصادي للسيطرة الحصرية على أصول الإنتاج في بيئة من الوفرة المادية.
يفترض أن يتطور النظام الاقتصادي الشيوعي المتطور بشكل كامل من نظام اشتراكي سابق. رأى ماركس أن الاشتراكية، وهي نظام يقوم على الملكية الاجتماعية لوسائل الإنتاج، ستمكن من التقدم نحو تحقيق الشيوعية الكاملة من خلال تعزيز التكنولوجيا الإنتاجية. في ظل الاشتراكية، ومع مستويات الأتمتة المتزايدة، ستوزع نسبة متزايدة من السلع بحرية.

## الجوانب الاجتماعية

### الفردية والحرية والإبداع
سيحرر المجتمع الشيوعي الأفراد من ساعات العمل الطويلة من خلال أتمتة للإنتاج بدايةً لدرجة ينخفض معها متوسط طول يوم العمل، ثم عبر القضاء على الاستغلال المتأصل في الانقسام الاجتماعي بين عمال ومالكين. سيحرر النظام الشيوعي إذًا الأفراد من التهميش بمعنى أن حياة الفرد مبنية على النجاة أو البقاء (جني أجرٍ أو راتبٍ في النظام الرأسمالي)، والذي أشار إليه ماركس على أنه انتقال من «عالم الضرورة» إلى «عالم الحرية». نتيجة لذلك، يُصور المجتمع الشيوعي على أنه يتألف من شعب يميل إلى الفكر لأنه يمتلك الوقت والموارد لمتابعة هواياته الإبداعية ومصالحه الحقيقية، والمساهمة في تحقيق الثروة الاجتماعية الإبداعية بهذه الطريقة. اعتبر كارل ماركس أن «الثراء الحقيقي» هو مقدار الوقت المتاح أمام المرء لمتابعة شغفه الإبداعي. إن فكرة ماركس عن الشيوعية هي بهذه الطريقة فردية بشكل جذري.
يسير مفهوم ماركس لـ «عالم الحرية» توازيًا مع فكرته عن إنهاء تقسيم العمل، والتي لن تكون مطلوبة في مجتمع يتمتع بإنتاج آلي لدرجة كبيرة وأدوار محدودة في العمل. في المجتمع الشيوعي، ستتوقف الضرورة أو الحاجة الاقتصادية عن تحديد العلاقات الثقافية والاجتماعية. مع القضاء على الندرة، ستختفي العمالة المهمشة وسيكون للناس الحرية في السعي لتحقيق أهدافهم الفردية.

### السياسة والقانون والحكم
قال ماركس وإنجلز إن المجتمع الشيوعي لن يكون بحاجة إلى الدولة بشكلها الموجود في النظام الرأسمالي. إن الدولة الرأسمالية موجودة أساسًا لفرض العلاقات الاقتصادية الهرمية، ولفرض السيطرة على الممتلكات وتنظيم الأنشطة الاقتصادية الرأسمالية، وكل ذلك غير قابل للتطبيق في النظام الشيوعي.
أشار إنجلز إلى أن الوظيفة الرئيسية للمؤسسات العامة في النظام الاشتراكي سوف تتحول من تشريع القوانين والسيطرة على المجتمع إلى دور تقني يتمثل في إدارة الإنتاج، وسيتناقص نطاق السياسة التقليدية إذ تتغلب الإدارة العلمية على دور صنع القرار السياسي. يتميز المجتمع الشيوعي بالنهج الديموقراطي، ليس فقط بمعنى الديموقراطية الانتخابية، ولكن بالمعنى الأشمل للبيئات الاجتماعية التعاونية وبيئة العمل المفتوحة.
لم يوضح ماركس هل يتوقع أن يكون المجتمع الشيوعي عادلًا أم لا؟ يتوقع المفكرون أنه اعتقد أن الشيوعية ستتجاوز مفهوم العدالة وتخلق مجتمعًا دون صراعات، ومن ثم لن تكون ثمة حاجة إلى قواعد للعدالة.

### المراحل الانتقالية
وفقًا لماركس، سيؤدي تحول المجتمع الرأسمالي إلى الشيوعية إلى وجود مرحلة انتقالية تُعرَف باسم ديكتاتورية البروليتاريا. إذ ستُلغى العلاقات الاقتصادية الرأسمالية تدريجيًا ويُستبدل بها الاشتراكية في تلك المرحلة المبكرة من التنمية المجتمعية. وستصبح الموارد الطبيعية ملكية عامة، وستصبح مراكز التصنيع وأماكن العمل مملوكة اجتماعيًا ومُدارَه وفق نظام ديموقراطي. سيُنظم الإنتاج باستخدام التقييم العلمي والتخطيط، ومن ثم القضاء على ما أسماه ماركس «فوضى الإنتاج». سيؤدي تطور القوى المنتجة إلى تهميش العمل البشري، ليحل محله تدريجيًا العمل الآلي.

## المصدر المفتوح وإنتاج الأقران
ظهرت في العقود الأخيرة العديد من جوانب الاقتصاد الشيوعي في شكل برمجيات مفتوحة المصدر ومعدات، إذ تُحفَظ شفرة المصدر ومن ثم وسائل إنتاج البرمجيات حفظًا مشتركًا، ليستطيع الجميع الوصول إليها مجانًا. وفي عمليات إنتاج الاقران إذ تنتج العمليات التعاونية برمجيات مجانية لا تعتمد على التقييم النقدي. قارن مايكل باوينز المصدر المفتوح وإنتاج الأقران بإنتاج السوق.
يفترض راي كورزويل أن أهداف الشيوعية ستتحقق بواسطة التطورات التقنية في القرن الحادي والعشرين، إذ ستتقاطع تكاليف التصنيع المنخفضة ووفرة المواد وفلسفات التصميم مفتوحة المصدر، ما سيؤدي إلى إمكانية تطبيق قاعدة «من كل حسب طاقته ولكل حسب حاجته».

## الأيديولوجيا السوفيتية
عُدَّ النظام الاقتصادي الشيوعي رسميًا الهدف الأساسي للحزب الشيوعي السوفيتي في برنامجه الحزبي، وفقًا لبرنامج 1986.
الشيوعية نظام اجتماعي لا طبقي، مع شكل واحد من الملكية العامة لوسائل الإنتاج، والمساواة الاجتماعية التامة لجميع أفراد المجتمع. في ظل الشيوعية، سيترافق التطور البشري مع نمو قوى الإنتاج على أساس التقدم العلمي والتقني، إذ ستتدفق جميع موارد الثروة الاجتماعية بوِفرة، ليمكن تطبيق مبدأ «من كل حسب طاقته ولكل حسب حاجته». المجتمع الشيوعي مجتمع حُر على درجة عالية من التنظيم، يقوم فيه الحكم الذاتي العام على أساس الوعي الاجتماعي للأفراد الأحرار، ويصبح العمل من أجل مصلحة المجتمع الهدف الأساسي للجميع، وتوظف قدرات كل شخص لتحقيق أكبر قدر من الاستفادة للمجتمع.
تفترض الأسس التقنية والمادية للمجتمع الشيوعي توفير القوى المنتجة لتحقيق إمكانية الإشباع الكامل لاحتياجات الأفراد والمجتمع. ستعتمد الفعالية الإنتاجية في ظل الشيوعية على استخدام التقنيات عالية الكفاءة، ويتحقق التكامل بين الإنسان والطبيعة.
في أعلى مرحلة من مراحل الشيوعية، سيتحقق الطابع الاجتماعي المباشر للعمل والإنتاج، بالتخلص من بقايا انقسام العمالة والاختلافات الاجتماعية المرتبطة به، وسيتحقق وجود مجتمع متجانس اجتماعيًا.
تشير الشيوعية إلى عملية تحويل النظام الاشتراكي إلى الصورة المُثلى لتنظيم المجتمع، وهو الحكم الذاتي الشيوعي العام. يشترك جميع المواطنين في الإدارة في ظل توافر الشروط الاقتصادية والاجتماعية والفكرية الضرورية. وفقًا للينين، فإن الدولة الاشتراكية في ظل الظروف المناسبة ستتحول «من دولة إلى لا دولة». إذ تصبح أنشطة هيئات الدولة غير سياسية في طبيعتها، ويتلاشى تدريجيًا الاحتياج إلى الدولة بوصفها مؤسسة سياسية.

السمة الأساسية للمجتمع الشيوعي هي وجود مستوى عال من الوعي والإدراك، والنشاط الاجتماعي، والانضباط، والانضباط الذاتي لأفراد المجتمع، إذ تصبح مراعاة قواعد السلوك الشيوعي الموحدة والمقبولة عمومًا عادة ذاتية لكل شخص.